# جيمي أوزموند
جيمي أوزموند (بالإنجليزية: Jimmy Osmond)‏ هو مغني وشخصية أعمال أمريكي، ولد في 16 أبريل 1963 في كانوغا بارك ‏ في الولايات المتحدة.

## وصلات خارجية
- الموقع الرسمي
- جيمي أوزموند على موقع IMDb (الإنجليزية)
- جيمي أوزموند على موقع ميوزك برينز (الإنجليزية)
- جيمي أوزموند على موقع إن إن دي بي (الإنجليزية)
- جيمي أوزموند على موقع ديسكوغز (الإنجليزية)
- جيمي أوزموند على موقع ديسكوغز (الإنجليزية)